# Liga de fútbol sala de Gibraltar 2014-15
La Liga de fútbol sala de Gibraltar 2014-15 fue una nueva edición de la Liga de fútbol sala de Gibraltar organizada por la Asociación de Fútbol de Gibraltar (GFA) y la segunda después de que Gibraltar se convirtiera en miembro pleno de la UEFA.
La liga contó con la participación de 28 equipos divididos en 3 divisiones. Luego de que varios clubes se retiraran y otros se unieran y tomando en cuenta los resultados de la edición anterior la GFA decidió organizar la liga de la siguiente manera: 
6 equipos desaparecieron y 10 nuevos se unieron, con dos de ellos siendo admitidos directamente en la División 1. La división final hecha por la GFA permitió jerarquizar el fútbol sala gibraltareño en 3 niveles. A partir de ahora la División 1 será el nivel más alto del sistema de ligas de fútbol sala de Gibraltar. La composición final de cada división fue la siguiente:
La temporada terminó con Lynx coronándose campeón de la División 1 y clasificando a la ronda preliminar de la Copa de la UEFA de Fútbol Sala 2015-16. Por otro lado, Gibraltar Scorpions Res. ganó la División 2, pero al ser un equipo filial no pudo ascender; en cambio Lincoln (2.°) y Gibraltar Phoenix (3.°) ascendieron a la División 1. Gunwharf ganó la División 3 y ascendió a División 2 junto a Rock Solid (2.°), Mons Calpe también logró ascender a pesar de haber terminado en la novena posición. 
En la División 1 ningún equipo descendió debido a que se decidió aumentar el número de clubes en esta división a 10 para la próxima temporada. Special Olympics descendió a División 3 y varios equipos más desaparecieron al final de la temporada.
Por primera vez el campeón de la División 1 se clasificó para el Trofeo Luis Bonavia 2015, la supercopa, que disputó frente al campeón de la Futsal Rock Cup 2015.

## Sistema de competición
En cada una de las tres divisiones los equipos jugaron entre sí dos veces bajo el sistema de todos contra todos sumando un total de 14 partidos cada uno en División 1 y 18 en las Divisiones 2 y 3. El equipo que más puntos logró en cada división fue el campeón.  

### Ascensos y descensos
Ningún equipo de la División 1 descendió con la finalidad de aumentar el número de participantes a 10 la próxima temporada. La División 2 contó con 2 ascensos directos y un descenso. Por último, la División 3 contó con 3 ascensos directos y no tuvo descensos al ser el último nivel.
|            | Relevos directos | Relevos directos |
| División   | Ascensos         | Descenso         |
| ---------- | ---------------- | ---------------- |
| División 1 | -                | No hubo          |
| División 2 | 2                | 1                |
| División 3 | 3                | -                |

### Clasificación a torneos internacionales
El campeón de la División 1 ganó un cupo para la Copa de la UEFA de Fútbol Sala. El club clasificado empezó su participación en la ronda preliminar de la edición 2015-16.
| Método de clasificación          | Torneo al que clasifica                                   |
| -------------------------------- | --------------------------------------------------------- |
| Campeón de la División 1 2014-15 | Copa de la UEFA de fútbol sala 2015-16 (ronda preliminar) |

## Promoción a División 1
Luego de que «College Europa» se separa en Europa F. C. y College 1975; Europa dejó de lado el fútbol sala, mientras que College 1975 inscribió equipos de fútbol y futsal, aunque finalmente solo el equipo de fútbol sala fue admitido pero no para ocupar la posición de College Europa en la División 1. Por esa razón, presentó una solicitud para jugar en primera división. La GFA, que había recibido 3 solicitudes más decidió organizar el torneo de promoción para repartir los dos cupos restantes. Finalmente College 1975 y Rock Pirate ganaron el derecho de entrar en la División 1 mientras que Rock Solid y Hound Dogs tuvieron que jugar en la División 3.
- Actualizado el 31 de marzo de 2020.

| Pos. | Equipo       | PJ | PG | PE | PP | GF | GC | DG | Pts. | Clasificado a      |       | COL   | PIR   | SOL   | HOU |
| ---- | ------------ | -- | -- | -- | -- | -- | -- | -- | ---- | ------------------ | ----- | ----- | ----- | ----- | --- |
| 1    | College 1975 | 3  | 3  | 0  | 0  | 10 | 2  | +8 | 9    | División 1 2014-15 |       | 4 - 2 | 2 - 0 |       |     |
| 2    | Rock Pirate  | 3  | 2  | 0  | 1  | 4  | 4  | 0  | 6    | División 1 2014-15 |       |       |       | 2 - 0 |     |
| 3    | Rock Solid   | 3  | 0  | 0  | 3  | 3  | 3  | 0  | 0    | División 3 2014-15 |       | -     |       |       |     |
| 4    | Hound Dogs   | 3  | 0  | 0  | 3  | 1  | 9  | -8 | 0    | División 3 2014-15 | 0 - 4 |       | 1 - 3 |       |     |

Fuente: Twitter
Reglas de clasificación: 1) Puntos; 2) Diferencia de gol; 3) Goles a favor
1. ↑  Se desconoce el resultado exacto entre Rock Solid y Rock Pirates; sin embargo se sabe que Rock Pirates ganó.

## División 1
La División 1 2014-15 fue una edición más de la División 1 de Gibraltar. 

### Datos de los clubes
Inicialmente se esperaba la participación de 10 clubes.
| 2013-14    | Equipo                      | Proveedor | Patrocinador       |
| ---------- | --------------------------- | --------- | ------------------ |
| campeón    | Gibraltar Scorpions         |           |                    |
| Subcampeón | St. Joseph's Neptune Marine |           | Neptune Marine     |
| 3          | Lynx                        |           |                    |
| 4          | Glacis United               |           |                    |
| 5          | Lions Latino's Beach        |           |                    |
| 6          | Saints New Team             |           |                    |
| 9          | Shamrock Gibraltar          |           |                    |
| ¿? (D2)    | Cannons                     |           |                    |
| 1 (Prom.)  | College 1975                | Nike      | World Trade Centre |
| 2 (Prom.)  | Rock Pirate                 |           |                    |

1. ↑  St. Joseph's White cambió de nombre a St. Joseph's Neptune Marine debido a un acuerdo de patrocinio con Neptune Marine

### Tabla de posiciones
- Actualizado el 12 de agosto de 2019. Jugados todos los partidos.

| Pos. | Equipo                      | PJ | PG | PE | PP | GF | GC | DG  | Pts. | Clasificado a                          |
| ---- | --------------------------- | -- | -- | -- | -- | -- | -- | --- | ---- | -------------------------------------- |
| 1    | Lynx (C)                    | 14 | 12 | 0  | 2  | ¿? | ¿? | 70  | 36   | Copa de la UEFA de Fútbol Sala 2015-16 |
| 2    | Glacis United               | 14 | 12 | 1  | 1  | ¿? | ¿? | 59  | 34   |                                        |
| 3    | St. Joseph's Neptune Marine | 14 | 10 | 0  | 4  | ¿? | ¿? | 34  | 30   |                                        |
| 4    | College 1975                | 14 | 6  | 2  | 6  | ¿? | ¿? | –9  | 20   |                                        |
| 5    | Gibraltar Scorpions         | 14 | 6  | 1  | 7  | ¿? | ¿? | 17  | 19   |                                        |
| 6    | Rock Pirate                 | 14 | 3  | 1  | 10 | ¿? | ¿? | –30 | 10   | Desapareció al final de la temporada   |
| 7    | Cannons                     | 14 | 3  | 0  | 11 | ¿? | ¿? | –76 | 9    |                                        |
| 8    | Lions Latino's Beach        | 14 | 1  | 1  | 12 | ¿? | ¿? | –65 | 7    |                                        |
| 9    | Saints New Team             | 5  | 0  | 0  | 5  | ¿? | ¿? | -28 | 0    | Retirado luego de la fecha 5           |
| 10   | Shamrock Gibraltar          | 0  | 0  | 0  | 0  | 0  | 0  | 0   | 0    | Retirado sin partidos jugados          |

Fuente: gibraltarfa.com  y es.uefa.com
Reglas de clasificación: 1) Puntos; 2) Diferencia de gol; 3) Goles a favor
(C) Campeón
Tabla de posiciones basada en la información de uefa.com. La página web oficial (gibraltarfa.com) tiene ligeras diferencias:
- Lynx y College 1975 aparecen con un partido menos (13 jugados).
- Lynx tiene 33 puntos y DG: 58, mientras que Collegue 1975 20 puntos y DG: 3.
- Glacis United aparece con 37 puntos.

Basándonos en estos resultados Glacis United debería haber sido campeón y el representante de Gibraltar en la Copa de la UEFA de fútbol sala, el club así lo anunció en un tuit el 29 de abril de 2015. Sin embargo una posterior actualización del sitio oficial aclaró la situación y coincidió con los resultados manejados por la UEFA. Finalmente Lynx fue el campeón y se clasificó para la Copa de la UEFA.
|            |
| Lynx       |
| 1.° título |

## División 2
La División 2 2014-15 fue una edición más de la División 2 de Gibraltar. 

### Datos de los clubes
| 2013-14 | Equipo                        | Proveedor | Patrocinador |
| ------- | ----------------------------- | --------- | ------------ |
|         | Boca Juniors                  |           |              |
|         | Gibraltar Phoenix             |           |              |
|         | Gibraltar Scorpions Res.      |           |              |
|         | Leo Bastion                   |           |              |
|         | Lincoln                       |           |              |
|         | Lions Res.                    |           |              |
|         | Maccabi Gibraltar             |           |              |
|         | Special Olympics              |           |              |
|         | St. Joseph's South Trade Res. |           | South Trade  |
|         | Young Boys Gibraltar          |           |              |

1. ↑  Gibraltar Scorpions Revolution cambión de nombre a Gibraltar Scorpions Reserves.
2. ↑  Lions Forza Cinque cambió de nombre a Lions Reserves.
3. ↑  La reserva de St. Joseph's, conocida la temporada pasada como «St. Joseph's New Team», pasó a denominarse «St. Joseph's South Trade Res.» luego de un acuerdo de patrocinio con South Trade.

### Tabla de posiciones
- Actualizado el 12 de agosto de 2019. Jugados todos los partidos.

| Pos. | Equipo                        | PJ | PG | PE | PP | GF | GC | DG  | Pts. | Clasificado a                 |
| ---- | ----------------------------- | -- | -- | -- | -- | -- | -- | --- | ---- | ----------------------------- |
| 1    | Gibraltar Scorpions Res. (C)  | 18 | 17 | 0  | 1  | ¿? | ¿? | 123 | 51   |                               |
| 2    | Lincoln (A)                   | 18 | 13 | 1  | 4  | ¿? | ¿? | 5   | 40   | Ascenso a División 1 2015-16  |
| 3    | Gibraltar Phoenix (A)         | 18 | 13 | 0  | 5  | ¿? | ¿? | 32  | 39   | Ascenso a División 1 2015-16  |
| 4    | Maccabi Gibraltar             | 18 | 10 | 0  | 8  | ¿? | ¿? | 27  | 30   |                               |
| 5    | Boca Juniors                  | 18 | 10 | 0  | 8  | ¿? | ¿? | 4   | 30   |                               |
| 6    | Leo Bastion                   | 18 | 7  | 1  | 10 | ¿? | ¿? | –12 | 22   |                               |
| 7    | St. Joseph's South Trade Res. | 18 | 6  | 1  | 11 | ¿? | ¿? | –61 | 19   |                               |
| 8    | Lions Res.                    | 18 | 6  | 0  | 12 | ¿? | ¿? | –30 | 18   |                               |
| 9    | Young Boys Gibraltar          | 18 | 5  | 1  | 12 | ¿? | ¿? | –10 | 16   |                               |
| 10   | Special Olympics (D)          | 18 | 1  | 0  | 17 | ¿? | ¿? | –78 | 3    | Descenso a División 3 2015-16 |

Fuente: gibraltarfa.com
Reglas de clasificación: 1) Puntos; 2) Diferencia de gol; 3) Goles a favor
(C) Campeón; (A) Ascendido; (D) Descendido.
1. ↑  No asciende por ser un equipo filial

|                          |
| Gibraltar Scorpions Res. |
| 1.° título               |

## División 3
La División 3 2014-15 fue una edición más de la División 3 de Gibraltar. 

### Datos de los clubes
| 2013-14 | Equipo               | Proveedor | Patrocinador |
| ------- | -------------------- | --------- | ------------ |
|         | College 1975 Res.    |           |              |
|         | Gunwharf             |           |              |
|         | Hound Dogs           |           |              |
|         | Laguna               |           |              |
|         | Maccabi Res.         |           |              |
|         | Mons Calpe           |           |              |
|         | Red Imps Lek Bangkok |           |              |
|         | Rock Solid           |           |              |
|         | Saints New Team Res. |           |              |
|         | Stan Stalions        |           |              |

1. ↑  Maccabi Masters cambió de noombre a Maccabi Reserves.
2. ↑  St. Joseph's Blue cambió de nombre a St. Joseph's New Team Res.

### Tabla de posiciones
- Actualizado el 12 de agosto de 2019. Jugados todos los partidos.

| Pos. | Equipo               | PJ | PG | PE | PP | GF | GC | DG  | Pts. | Clasificado a                        |
| ---- | -------------------- | -- | -- | -- | -- | -- | -- | --- | ---- | ------------------------------------ |
| 1    | Gunwharf (C, A)      | 18 | 16 | 0  | 2  | ¿? | ¿? | 48  | 48   | Ascenso a División 2 2018-19         |
| 2    | Rock Solid (A)       | 18 | 14 | 1  | 3  | ¿? | ¿? | 72  | 43   | Ascenso a División 2 2018-19         |
| 3    | Saints New Team Res. | 18 | 13 | 1  | 4  | ¿? | ¿? | 28  | 40   |                                      |
| 4    | Stan Stalions        | 18 | 9  | 1  | 8  | ¿? | ¿? | 10  | 28   |                                      |
| 5    | Red Imps Lek Bangkok | 18 | 9  | 1  | 8  | ¿? | ¿? | –6  | 28   |                                      |
| 6    | Laguna               | 18 | 7  | 2  | 9  | ¿? | ¿? | 3   | 23   |                                      |
| 7    | College 1975 Res.    | 18 | 7  | 1  | 10 | ¿? | ¿? | –13 | 22   | Desapareció al final de la temporada |
| 8    | Hound Dogs           | 18 | 5  | 1  | 12 | ¿? | ¿? | –20 | 16   |                                      |
| 9    | Mons Calpe (A)       | 18 | 5  | 1  | 12 | ¿? | ¿? | –44 | 16   | Ascenso a División 2 2018-19         |
| 10   | Maccabi Res.         | 18 | 0  | 1  | 17 | ¿? | ¿? | –78 | 1    |                                      |

Fuente: gibraltarfa.com
Reglas de clasificación: 1) Puntos; 2) Diferencia de gol; 3) Goles a favor
(C) Campeón; (A) Ascendido.
|            |
| Gunwharf   |
| 1.° título |